# Światowa Federacja Tańca Sportowego
Światowa Federacja Tańca Sportowego (ang. World DanceSport Federation, skrót WDSF) – międzynarodowa organizacja pozarządowa, zrzeszająca 90 narodowych federacji tańca sportowego.
Federacja promuje sportowy taniec towarzyski. Polskę reprezentuje Federacja Tańca Sportowego.

## Historia
Federacja została założona w 1957 roku jako Międzynarodowa Rada Amatorów Tańca (ICAD - International Council of Amateur Dancers), przyjęła nazwę International DanceSport Federation (IDSF) w 1990 roku. W 2011 roku zmieniono jej nazwę na World DanceSport Federation (WDSF), aby podkreślić globalny charakter organizacji.